# Jiří Šlitr

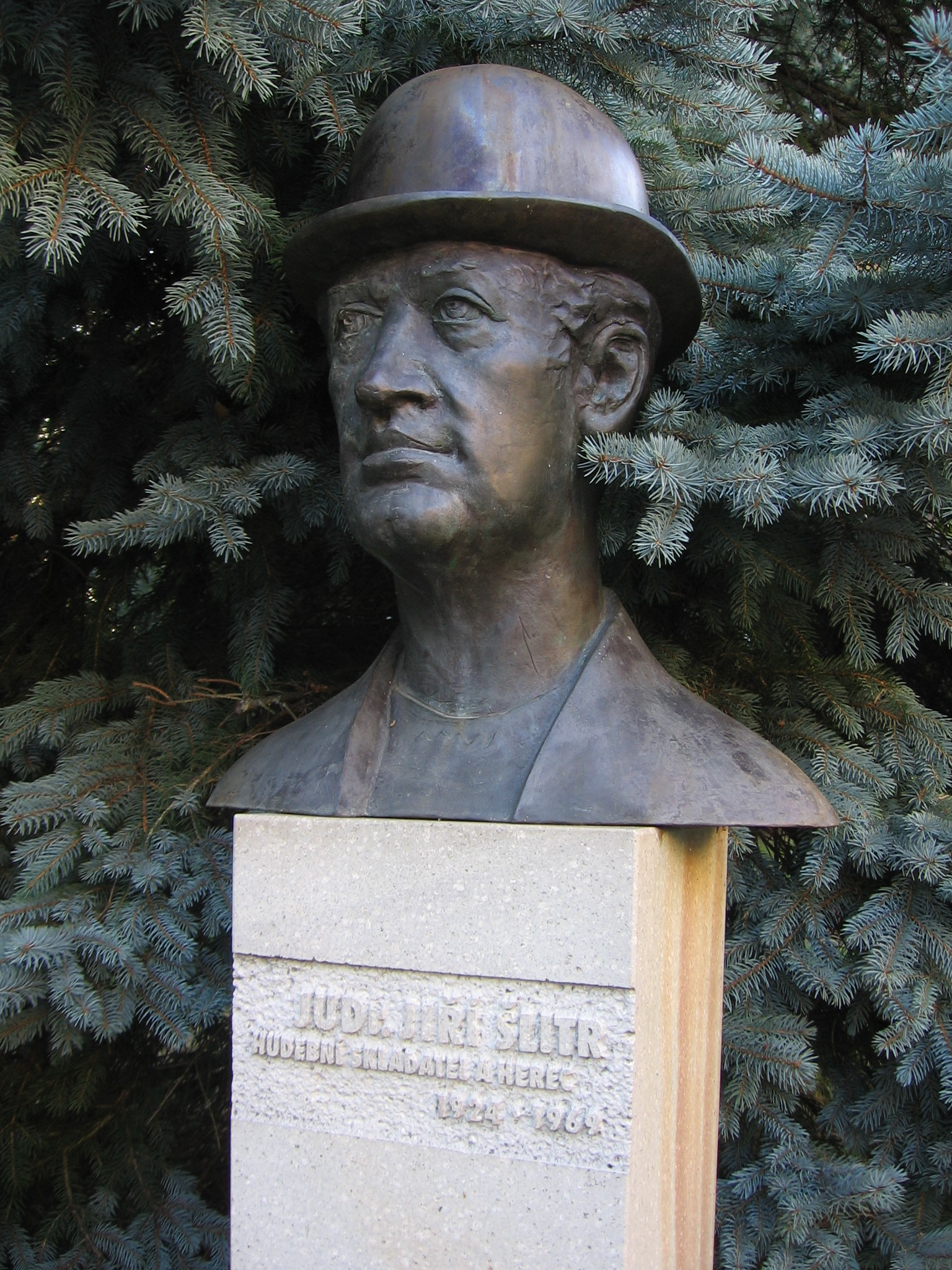
Die Büste von Jiří Šlitr in Rychnov nad Kněžnou

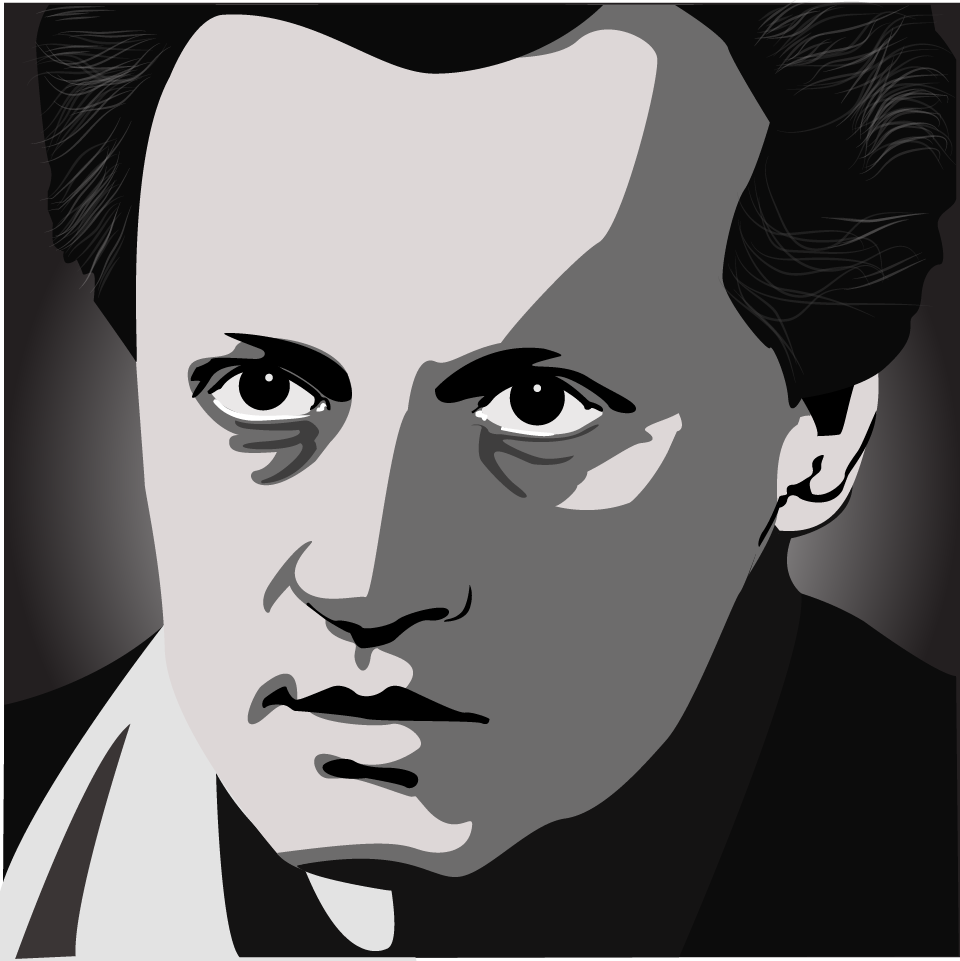
Digitales Porträt nach einer Fotografie

Jiří Šlitr, genannt Dr. Klavír oder auch Dr. Matrace (* 15. Februar 1924 in Zálesní Lhota; † 26. Dezember 1969 in Prag), war ein tschechischer Liedermacher, Komponist, Pianist, Sänger, Schauspieler, Zeichner und Graphiker. Er gründete 1959 zusammen mit Jiří Suchý das Theater Semafor und war dessen Leiter bzw. Prinzipal.

## Leben
Šlitr wuchs in Zálesní Lhota (deutsch: Huttendorf) auf und besuchte zunächst das Gymnasium in Jilemnice (deutsch: Starkenbach). Die Familie gehörte zur tschechischen Minderheit in dem überwiegend deutschsprachigen Dorf. Nach dem Münchner Abkommen musste die Familie Šlitr 1938 ihr Haus in dem nun an das Deutsche Reich angeschlossenen Dorf verlassen und floh nach Rychnov nad Kněžnou. Am dortigen Gymnasium legte er 1943 die Matura ab und arbeitete danach als Kontorist in Bělá pod Bezdězem. Nach dem Ende des Zweiten Weltkrieges nahm Šlitr an der Juristischen Fakultät der Karls-Universität ein Studium der Rechtswissenschaften auf, das er 1949 als JUDr. abschloss. Anschließend wurde er bis 1951 nach Milovice zum Militärdienst einberufen, sein letztes Dienstjahr wirkte er als Künstler im Zentralen Haus der Armee. Eine Tätigkeit als Jurist nahm er danach nicht auf, sondern widmete sich ganz der Kunst.
Zusammen mit Klassenkameraden hatte Šlitr in Rychnov nad Kněžnou die Band Rychnovský dixieland gegründet, die nach Kriegsende im Prager Akord Club unter dem neuen Namen Czechoslovak Dixieland Jazz Band auftrat. Ab 1957 begleitete Šlitr als Pianist die Theatergruppe von Miroslav Horníček. Dabei machte er die Bekanntschaft mit Jiří Suchý. Gemeinsam mit Suchý trat er in der Reduta und im Café Vltava auf. 1958 begleitete Šlitr den Auftritt der Laterna magika auf der Expo in Brüssel. Im Jahr darauf gründete er zusammen mit Suchý das Kleinkunsttheater Semafor. Šlitrs musikalische Virtuosität, die Texte Suchýs und das Klarinettenspiel Ferdinand Havlíks bildeten die Grundlage für den Erfolg des Semafor. 1964 belegte Šlitr als Sänger beim Wettbewerb „Goldene Nachtigall“ den sechsten Platz.
1963 hatte das Duo Šlitr/Suchý in Bylo nás deset seinen ersten Filmauftritt. Im Jahr darauf folgte die Musical-Komödie Kdyby 1000 klarinetů. 1965 komponierte Šlitr die Jazzoper Dobře placená procházka, die 2007 von Miloš Forman am Prager Nationaltheater inszeniert wurde. Šlitrs Aufführung des Werkes unter dem Titel A Walk Worthwhile am Broadway wurde ein Misserfolg. Šlitrs Pläne zur Aufführung von Rockkompositionen im Semafor führten zu einem Zerwürfnis mit Havlík, was 1966 mit dem Hinauswurf des Orchesters Ferdinand Havlík endete. Infolgedessen erfolgte auch eine Trennung des Duos Šlitr/Suchý. Nachfolgend komponierte Šlitr den Ďábel z Vinohrad und präsentierte seine Zeichnungen und Graphiken auf Kunstausstellungen in Dortmund, Wiesbaden und Montreal. 1967 präsentierte Šlitr auf der Expo in Montreal die Show Stars of Prague, zugleich stellte er seine Zeichnungen in Hollywood und Houston aus. Sein Zerwürfnis mit Suchý wurde durch die Ereignisse von 1968 beigelegt. Als Reaktion auf die Niederschlagung des Prager Frühlings schuf er zusammen mit Suchý eine pointierte Neuinszenierung des Stücks Ďábel z Vinohrad, die sich gegen die sowjetische Invasion richtete. Gemeinsam unterzeichneten beide das Manifest der 2000 Worte. Im selben Jahre war Šlitrs letzter Filmauftritt in Zločin v šantánu.

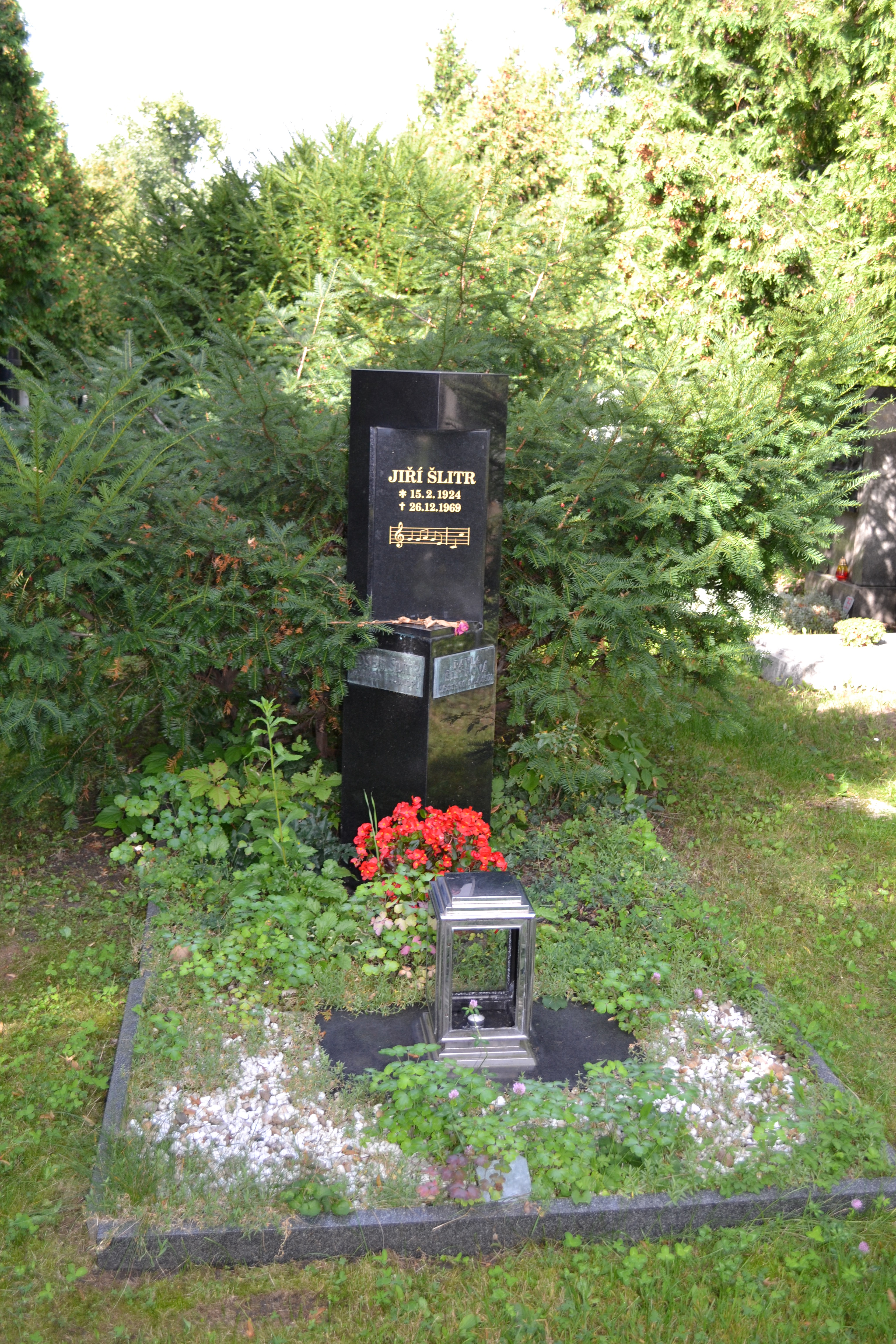
Grab von Jiří Šlitr auf dem Vinohrady-Friedhof

Am zweiten Weihnachtsfeiertag 1969 verstarb Šlitr zusammen mit seiner Freundin unter ungeklärten Umständen in seinem Studio an einer Kohlegasvergiftung. Sein Tod gab Anlass zu einer Reihe von öffentlichen Spekulationen, die von Doppelselbstmord bis hin zu Mord reichten. Als wahrscheinliche Todesursache wird jedoch ein Unfall angesehen.

## Ehrungen
Anlässlich seines 70. Geburtstages wurde in Rychnov nad Kněžnou das Festival Šlitrs Frühling gegründet. Anlässlich des 16. Festivals wurde im Jahre 2009 im Kino von Rychnov nad Kněžnou eine Gedenktafel für Šlitr, der im Haus gegenüber gewohnt hatte, angebracht.

## Kompositionen (Auswahl)
- Babetta (Text: Jiří Suchý)
- Bíle mně matička oblékala (Text: Jiří Suchý)
- Blues na cestu poslední (Text: Jiří Suchý)
- Blues pro tebe (Text: Jiří Suchý)
- Co jsem měl dnes k obědu (Text: Jiří Suchý)
- Honky tonky blues (Text: Jiří Suchý)
- Já nemám ráda muže (Text: Jiří Suchý)
- Jó, to jsem ještě žil (Text: Jiří Suchý)
- Kapitáne, kam s tou lodí (Text: Jiří Suchý)
- Láska se nevyhne králi (Text: Jiří Suchý)
- Klokočí (Text: Jiří Suchý)
- Kočka na okně  (Text: Jiří Suchý)
- Krajina posedlá tmou (Text: Jiří Suchý)
- Léta dozrávaní (Text: Jiří Suchý)
- Malé kotě (Text: Jiří Suchý)
- Plná hrst (Text: Jiří Suchý; interpretiert von Pavel Sedláček, Pavlína Filipovská, Hana Hegerová und Jana Malknechtová)
- Proč se lidi nemaj rádi (Text: Jiří Suchý)
- Spodek, filek, král a eso - twist (Text: Jiří Suchý; interpretiert von Milan Drobný, Jiří Jelínek, Pavel Sedláček, Karel Gott, Pavlína Filipovská, Hana Hegerová und Jana Malknechtová)
- Včera neděle byla (Text: Jiří Suchý)

## Filmmusik (Auswahl)
- 1961: Die Diebe von Pavlov (Zalobnici )
- 1963: Wir waren zehn (Bylo nás deset )
- 1963: Von neuem beginnen  (Zacít znova)
- 1963: Von etwas anderem (O něčem jiném)
- 1964: Der schwarze Peter (Černý Petr)
- 1965: Der Vogel, scheint mir, hat Humor (Benefice S + S)
- 1966: Tausendschönchen (Sedmikrásky)
- 1969: Der Kidnapper

## Kunstausstellungen (Auswahl)
- 1957 Prag, erste Einzelausstellung
- 1958 Brüssel
- 1959, 1961, 1964 Prag
- 1966 Wiesbaden, Dortmund und New York
- 1967 Houston und Hollywood
- 1968 Gemeinschaftliche Wanderausstellung mit Jiří Suchý, Tschechoslowakei
- 1969 Prag